# Les Noës-près-Troyes
Les Noës-près-Troyes ist eine Gemeinde mit 3260 Einwohnern (Stand 1. Januar 2022) im Nordosten Frankreichs im Département Aube in der Region Grand Est; sie gehört zum Arrondissement Troyes und zum Kanton Troyes-2. Die Einwohner des Ortes nennen sich Noyats bzw. Noyates.

## Geographie
Les Noës-près-Troyes ist eine flächenmäßig sehr kleine Gemeinde und liegt im Ballungszentrum westnordwestlich von Troyes. Nachbargemeinden von Les Noës-près-Troyes sind La Chapelle-Saint-Luc im Nordwesten und Norden, Troyes im Osten und Sainte-Savine im Süden und Südwesten.

## Einwohnerentwicklung
- 1962: 1274
- 1968: 1244
- 1975: 1169
- 1982: 3678
- 1990: 3398
- 1999: 3466
- 2006: 3185
- 2010: 3173

## Sehenswürdigkeiten
- Kirche Nativité-de-la-Vierge (Mariä Geburt), erbaut im 16. Jahrhundert

## Gemeindepartnerschaft
- Urmitz, Rheinland-Pfalz, seit 1981